# Evan Mariano
Evan Mariano (20 gennaio 1988) è un calciatore beliziano, attaccante del Police United e della Nazionale beliziana.

## Carriera

### Club
Gioca dal 2007 al 2011 con il Belize Defence Force, con cui vince due volte il campionato. Nel 2012 viene acquistato dal Police United.

### Nazionale
Debutta in Nazionale il 17 luglio 2011, in Belize-Montserrat (3-1).

## Palmarès

### Club

#### Competizioni nazionali
- Premier League del Belize: 3

Belize Defence Force: 2009, 2010
Police United: 2015-2016